# Brachysynodontis batensoda
Brachysynodontis batensoda és una espècie de peix de la família dels mochòkids i de l'ordre dels siluriformes.

## Morfologia
- Els mascles poden assolir 50 cm de longitud total i 1.500 g de pes.[1][2]

## Reproducció
És ovípar.

## Alimentació
És omnívor: menja plàncton, algues, detritus, insectes, larves de quironòmids, crustacis bentònics i mol·luscs.

## Hàbitat
És un peix d'aigua dolça i de clima tropical (23 °C-27 °C).

## Distribució geogràfica
Es troba a Àfrica: conques dels rius Nil, Níger (incloent-hi el riu Bénoué), Senegal i Gàmbia, i del llac Txad.